# Zgromadzenie Legislacyjne Nowej Fundlandii i Labradoru
Zgromadzenie Legislacyjne Nowej Fundlandii i Labradoru – House of Assembly of Newfoundland and Labrador składa się współcześnie z 40 deputowanych Members of House of Assembly. Deputowani wybierani są w 40 jednomandatowych okręgach.
| Kadencja | Data wyborów         | Reprezentowane partie polityczne | Liczba deputowanych (MLA) |
| -------- | -------------------- | --- | ------------------------- |
| 1        | 27 marca 1949        | Liberalna Partia Nowej Fundlandii i Labradoru – 22 Konserwatywna Partia Nowej Fundlandii i Labradoru – 5 Niezależni – 1                                       | 28                        |
| 2        | 26 listopada 1951    | Liberalna Partia Nowej Fundlandii i Labradoru – 24 Konserwatywna Partia Nowej Fundlandii i Labradoru – 4                                                      | 28                        |
| 3        | 2 października 1956  | Liberalna Partia Nowej Fundlandii i Labradoru – 32 Konserwatywna Partia Nowej Fundlandii i Labradoru – 4                                                      | 36                        |
| 4        | 20 sierpnia 1959     | Liberalna Partia Nowej Fundlandii i Labradoru – 31 Konserwatywna Partia Nowej Fundlandii i Labradoru – 3 Niezależni – 2                                       | 36                        |
| 5        | 19 listopada 1962    | Liberalna Partia Nowej Fundlandii i Labradoru – 34 Konserwatywna Partia Nowej Fundlandii i Labradoru – 7 Niezalezni – 1                                       | 42                        |
| 6        | 8 września 1966      | Liberalna Partia Nowej Fundlandii i Labradoru – 39 Konserwatywna Partia Nowej Fundlandii i Labradoru – 3 Niezależni – 1                                       | 42                        |
| 7        | 28 października 1971 | Konserwatywna Partia Nowej Fundlandii i Labradoru – 21 Liberalna Partia Nowej Fundlandii i Labradoru – 20 Niezalezni – 1                                      | 42                        |
| 8        | 24 marca 1972        | Konserwatywna Partia Nowej Fundlandii i Labradoru – 33 Liberalna Partia Nowej Fundlandii i Labradoru – 9                                                      | 42                        |
| 9        | 16 września 1975     | Konserwatywna Partia Nowej Fundlandii i Labradoru – 30 Liberalna Partia Nowej Fundlandii i Labradoru – 16 Niezależni – 5                                      | 51                        |
| 10       | 18 czerwca 1979      | Konserwatywna Partia Nowej Fundlandii i Labradoru – 33 Liberalna Partia Nowej Fundlandii i Labradoru – 19                                                     | 52                        |
| 11       | 6 kwietnia 1982      | Konserwatywna Partia Nowej Fundlandii i Labradoru – 44 Liberalna Partia Nowej Fundlandii i Labradoru – 8                                                      | 52                        |
| 12       | 2 kwietnia 1985      | Konserwatywna Partia Nowej Fundlandii i Labradoru – 36 Liberalna Partia Nowej Fundlandii i Labradoru – 15 Nowa Demokratyczna Partia Kanady – 1                | 52                        |
| 13       | 20 kwietnia 1989     | Liberalna Partia Nowej Fundlandii i Labradoru – 31 Konserwatywna Partia Nowej Fundlandii i Labradoru – 21                                                     | 52                        |
| 14       | 3 maja 1993          | Liberalna Partia Nowej Fundlandii i Labradoru – 35 Konserwatywna Partia Nowej Fundlandii i Labradoru – 16 Nowa Demokratyczna Partia Kanady – 1 Niezalezni – 1 | 52                        |
| 15       | 3 marca 1996         | Liberalna Partia Nowej Fundlandii i Labradoru – 37 Konserwatywna Partia Nowej Fundlandii i Labradoru – 9 Nowa Demokratyczna Partia Kanady – 1 Niezależni – 1  | 48                        |
| 16       | 9 lutego 1999        | Liberalna Partia Nowej Fundlandii i Labradoru – 32 Konserwatywna Partia Nowej Fundlandii i Labradoru – 14 Nowa Demokratyczna Partia Kanady – 2                | 48                        |
| 17       | 21 października 2003 | Konserwatywna Partia Nowej Fundlandii i Labradoru – 34 Liberalna Partia Nowej Fundlandii i Labradoru – 12 Nowa Demokratyczna Partia Kanady – 2                | 48                        |
| 18       | 9 października 2007  | Konserwatywna Partia Nowej Fundlandii i Labradoru – 44 Liberalna Partia Nowej Fundlandii i Labradoru – 3 Nowa Demokratyczna Partia Kanady – 1                 | 48                        |
| 19       | 11 października 2011 | Konserwatywna Partia Nowej Fundlandii i Labradoru – 37 Liberalna Partia Nowej Fundlandii i Labradoru – 6 Nowa Demokratyczna Partia Kanady – 5                 | 48                        |
| 20       | 30 listopada 2015    | Liberalna Partia Nowej Fundlandii i Labradoru – 31 Konserwatywna Partia Nowej Fundlandii i Labradoru – 7 Nowa Demokratyczna Partia Kanady – 3                 | 40                        |
| 21       | 16 maja 2019         | Liberalna Partia Nowej Fundlandii i Labradoru – 20 Konserwatywna Partia Nowej Fundlandii i Labradoru – 15 Nowa Demokratyczna Partia Kanady – 3 Niezależni – 2 | 40                        |